# Lydford-on-Fosse
Lydford-on-Fosse is een civil parish in het bestuurlijke gebied Mendip, in het Engelse graafschap Somerset met 511 inwoners.

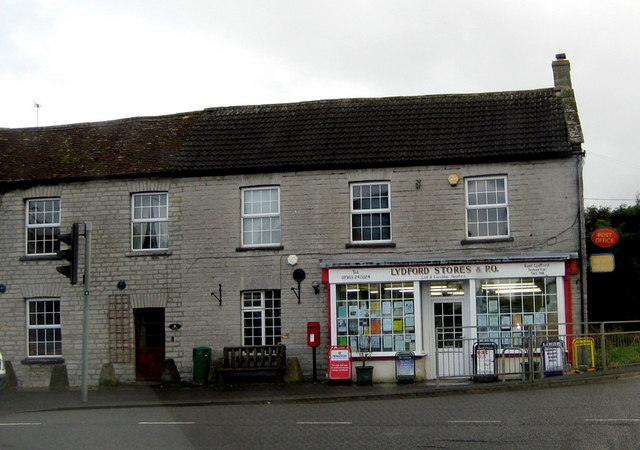
Winkels in Lydford